# Organismo centrale di stoccaggio italiano
L'Organismo centrale di stoccaggio italiano (OCSIT) è l'organismo che si occupa dello stoccaggio delle scorte petrolifere della Repubblica Italiana.
La sua istituzione è avvenuta con l'articolo 7 del Decreto legislativo del 31 dicembre 2012, n. 249. In particolare, essa è stata organizzata come parte della società Acquirente Unico, la quale a sua volta è controllata dal Gestore dei servizi energetici (GSE S.p.A.).
La sua istituzione si è resa necessaria in quanto parte degli obblighi decretati dalla Direttiva UE 2009/119/CE, e la sua funzione è quella di garantire la presenza di una sufficiente quantità di scorte petrolifere come garanzia per far fronte a eventuali crisi nazionali o internazionali. Anche gli altri paesi membri dell'Unione europea possiedono organismi analoghi (in forma di organismi oppure di società per azioni), istituiti al fine di recepire la Direttiva UE 2009/119/CE.
L'OCSIT opera "con criteri di mercato e senza fini di lucro"; inoltre, è prevista per legge la contabilità separata rispetto ad Acquirente Unico. L'art. 3 comma 7 del Decreto legislativo 31 dicembre 2012, n. 249 definisce i soggetti tenuti al mantenimento delle scorte e cioè i soggetti che, nel corso dell'anno precedente, hanno immesso in consumo benzina, gasolio, olio combustibile, jet fuel del tipo cherosene e altri prodotti energetici (specificati dallo stesso art. 3) per un quantitativo superiore a 50.000 tonnellate. 
Particolari disposizioni (art. 3 commi 9 e succ.) sono previste per i soggetti che sono rientrati o sono appena usciti dal requisito cui sopra.

## Riferimenti normativi
- Art. 7 del Decreto legislativo 31 dicembre 2012, n. 249 - Attuazione della direttiva 2009/119/CE che stabilisce l'obbligo per gli Stati membri di mantenere un livello minimo di scorte di petrolio greggio e/o di prodotti petroliferi.
- Decreto ministeriale 3 maggio 2022 - Determinazione dei quantitativi complessivi delle scorte di sicurezza e specifiche di petrolio greggio e/o di prodotti petroliferi, per l'anno scorta 2022.